# Subotica (Banja Luka)
Subotica (szerbül: Суботица), település Banja Luka községben, Bosznia-Hercegovinában, Bosanska krajina területén, a Szerb Köztársaságban. 

## Fekvése
Bosznia-Hercegovina északi részén, Banja Luka központjától légvonalban 18, közúton 29 km-re nyugat-délnyugatra, az azonos nevű patak mentén, 350-500 méteres magasságban fekszik. 

## Népessége
| Nemzetiségi csoport | Népesség 1991 | Népesség 2013 |
| ------------------- | ------------- | ------------- |
| Szerb               | 163           | 62            |
| Bosnyák             | 0             | 0             |
| Horvát              | 0             | 0             |
| Jugoszláv           | 0             | 1             |
| Egyéb               | 0             | 0             |
| Összesen            | 163           | 63            |

## Története
A település 1878-ig tartozott az Oszmán Birodalomhoz, ekkor a berlini kongresszus határozata alapján az Osztrák-Magyar Monarchia része lett. 1879-ben az első osztrák-magyar népszámlálás során a Banja Luka-i járáshoz tartozó településnek 18 háztartása és 116 ortodox lakosa volt. 1910-ben a Banja Luka-i járáshoz tartozó településen 29 háztartást és 169 ortodox lakost találtak. A monarchia szétesésével 1918-ban előbb a Szerb-Horvát-Szlovén Királyság, majd 1929-től a Jugoszláv Királyság része. 1921-ben a községnek összesen 27 háztartása és 129 lakosa volt. Jugoszlávia megszállása után a Független Horvát Állam (NDH) része lett. A második világháború után a szocialista Jugoszláviához tartozott. Az 1961-es népszámláláskor Bronzani Majdan községnek 18 046 lakosa volt, és a következő településeket foglalta magában: Bistrica, Borkovići, Bronzani Majdan, Vilusi, Goleši, Zelenci, Kmećani, Melina, Obrovac, Pervan Gornji, Pervan Donji, Slavmanići, Stratinska és Subotica. 1963-ban megszüntették az addig önálló Bronzani Majdan községet és területét Banja Lukához csatolták. A daytoni békeszerződést követő területfelosztásnál Banja Luka község részeként a Szerb Köztársaság területéhez került.

## Oktatás
A suboticai iskola 1961-ben épült és kezdte meg működését. Az iskola területe Subotica, Milojevići, Vujinovići és Vukelići községeket foglalta magában. Az iskolát már 1962-ben a Gornji Pervan-i iskolához csatolták, amellyel együtt az 1965/1966-os tanévben ismét elcsatolták, és 1976-ig a Bronzani Majdan-i „Mladen Stojanović” Általános Iskola regionális iskolája maradt. Ettől az évtől kezdve, amikor a pervani iskola „Milorad Umjenović” Általános Iskola néven önállósult, ennek az iskolának a regionális tagozata lett, és maradt 1989-ig, azaz egészen addig, amíg össze nem vonták a Jošikova Voda-i iskolával. A boszniai háború alatt az iskola működése leállt.